# Szczecin Trzebusz
Szczecin Trzebusz – przystanek osobowy na linii kolejowej nr 401 w Szczecinie w dzielnicy Prawobrzeże na osiedlu Dąbie pomiędzy przystankami osobowymi Szczecin Dąbie Osiedle i Szczecin Załom. Budowa przystanku została realizowana w ramach projektu budowy Szczecińskiej Kolei Metropolitalnej. Przy przystanku wybudowane zostały parkingi Park&Ride oraz Bike&Ride i przystanki autobusowe. Otwarcie przystanku planowane było na 2022 rok, jednak nastąpiło ono 9 czerwca 2024 roku